# Trần Quang Hải
Trần Quang Hải (13 tháng 5 năm 1944 – 28 tháng 12 năm 2021) là một Cố Giáo sư - tiến sĩ Dân tộc nhạc học người Việt Nam.

## Thân thế
Ông sinh năm 1944, tại Linh Đông, quận Thủ Đức, tỉnh Gia Định (nay là Thành phố Hồ Chí Minh). Ông là hậu duệ đời thứ 5 của nhạc sĩ cung đình Huế, Trần Quang Thọ (1830-1890), đời thứ tư của nhạc sĩ nổi tiếng về đàn tỳ bà, Trần Quang Diệm, đời thứ 3 của nhạc sĩ nổi tiếng về đàn kìm và dây Tố Lan Trần Quang Triều (tự Bảy Triều). Ngoài ra ông còn là trưởng nam của Giáo sư, Tiến sĩ, Nhà nghiên cứu Văn hóa và Âm nhạc cổ truyền nổi tiếng Trần Văn Khê (1921-2015) và bà Nguyễn Thị Sương (1921-2014), cựu giáo sư Anh văn Trường nữ Trung học Gia Long ở Sài Gòn (nay là Thành phố Hồ Chí Minh), Việt Nam.

## Sự nghiệp
Chịu ảnh hưởng truyền thống gia đình, ông sớm định hướng theo con đường âm nhạc. Sau khi tốt nghiệp khoa violin tại Trường Quốc gia Âm nhạc và Kịch nghệ Sài Gòn, ông sang Pháp tiếp tục học nâng cao về violin. Ở đó được cố vấn bởi trưởng dàn nhạc giáo sư Yehudi Menuhin ông đổi sang học các loại nhạc cụ dân tộc khác tại các trường đại học: Louvre, Sorbonne (Paris, Pháp), đại học Cambridge (London, Anh). Ông Hải sau đó lấy bằng tiến sĩ âm nhạc dân tộc người Việt tại Pháp, người thứ hai lấy bằng này sau cha của mình.

Ông bắt đầu làm việc cho Trung tâm Quốc gia Nghiên cứu khoa học tại Bảo tàng Con người (Musée de l’Homme) Paris (Pháp) từ năm 1968. Ông đã có những nghiên cứu đặc biệt trong lĩnh vực Dân tộc âm nhạc học như: hát đồng song thanh, phát triển gõ muỗng, phát triển kỹ thuật biểu diễn đàn môi… đang được thế giới quan tâm. Ông cũng là thành viên của Hội đồng Âm nhạc truyền thống quốc tế 
Ông và vợ là nghệ sĩ Bạch Yến, đã thực hiện hơn 3.000 buổi giới thiệu âm nhạc dân tộc Việt Nam ở 70 nước trên thế giới… 

## Danh hiệu
Ông được tôn xưng danh hiệu "vua muỗng" sau khi chiến thắng tại một cuộc thi gõ muỗng tạo âm nhạc trong khuôn khổ Đại nhạc hội dân nhạc tại Cambridge, Anh vào năm 1967. Tính ra, ông có hơn 60 năm gắn bó với những giai điệu từ muỗng. Ông từng biểu diễn "gõ muỗng" trong hơn 1.500 chương trình biểu diễn, buổi sinh hoạt âm nhạc ở hơn 70 quốc gia, vùng lãnh thổ. Tại Việt Nam, ông được Trung tâm Sách kỷ lục Việt Nam xác lập kỷ lục người thể hiện tiết tấu - âm thanh đa dạng nhất từ nghệ thuật gõ muỗng.. Ông được Chính phủ Pháp trao tặng Huân chương Bắc đẩu bội tinh vì những đóng góp trong nghiên cứu âm nhạc năm 2002. Năm 2012 ông được Trung tâm sách kỷ lục Việt Nam xác lập kỷ lục người trình diễn đàn môi  tại nhiều quốc gia nhất thế giới.

## Đời tư
Ông lập gia đình với nữ ca sĩ Bạch Yến ngày 17 tháng 6 năm 1978 tại Paris (Pháp). Trước đó ông có một người con gái riêng tên là Minh Tâm (học nhạc học ở trường đại học Sorbonne, Paris, và từ 2014 hướng về môn ẩm thực. Mới xuất bản sách Nouilles d'Asie, do nhà xuất bản Chêne phát hành tháng 11 năm 2016). Hai ông bà không có con chung..

## Qua đời
Ông mất hồi lúc 0h46 phút ngày 30 tháng 12 năm 2021 theo giờ Pháp (6h46 phút cùng ngày theo giờ Việt Nam) tại Limeil-Brévanne, Paris, Pháp. Tang lễ sẽ được cử hành vào chiều ngày 4/1/2022 (miễn phúng điếu) sau đó linh cữu được đưa đi hỏa táng.